# Пробштајерхаген
Пробштајерхаген (њем. Probsteierhagen) општина је у њемачкој савезној држави Шлезвиг-Холштајн. Једно је од 84 општинска средишта округа Плен. Према процјени из 2010. у општини је живјело 2.036 становника. Посједује регионалну шифру (AGS) 1057063.

## Географски и демографски подаци
Пробштајерхаген се налази у савезној држави Шлезвиг-Холштајн у округу Плен. Општина се налази на надморској висини од 29 метара. Површина општине износи 15,0 km². У самом мјесту је, према процјени из 2010. године, живјело 2.036 становника. Просјечна густина становништва износи 136 становника/km².